# ایراث (لوئیزیانا)
ایراث (به انگلیسی: Erath) شهری در ایالت لوئیزیانا کشور ایالات متحده آمریکا است که جمعیت آن در سرشماری سال ۲۰۱۰ میلادی، ۲٬۱۱۴ نفر بوده‌است.